# Bitka pri Baton Rougeu (1779)
Bitka pri Baton Rougeu je bilo kratko obleganje med anglo-špansko vojno, ki je bilo odločeno 21. septembra 1779. Fort New Richmond (današnji Baton Rouge, Louisiana) je bila druga britanska postojanka, ki je padla v španske roke med pohodom Bernarda de Gálveza v Zahodno Florido.

## Ozadje
Španija je uradno vstopila v ameriško revolucionarno vojno 8. maja 1779 z uradno vojno napovedjo kralja Karla III.. Tej napovedi je 8. julija sledila še ena, ki je njegovim kolonialnim podložnikom dovoljevala vstop v sovražnosti proti Britancem. Ko je polkovnik Bernardo de Gálvez, kolonialni guverner Španske Louisiane, 21. julija prejel novico o tem, je takoj začel načrtovati ofenzivne operacije za zavzetje Zahodne Floride.

### Fort Bute
27. avgusta se je Gálvez odpravil po kopnem proti Fort Buteu, vodil je silo, ki je obsegala 520 rednih vojakov, od katerih sta bili približno dve tretjini novincev, 60 milicij, 80 svobodnih črncev in mulatov ter deset ameriških prostovoljcev pod vodstvom Oliverja Pollocka. Medtem, ko so se pomikali navzgor po reki, se je sila povečala za dodatnih 600 mož, vključno z Indijanci in Akadijci. Na svojem vrhuncu je sila štela več kot 1.400 ljudi, vendar se je to število zaradi težav med pohodom zmanjšalo za nekaj sto, preden so dosegli utrdbo.
Ob zori 7. septembra je ta sila napadla Fort Bute, propadajočo relikvijo francoske in indijanske vojne, ki jo je branila majhna sila. Po kratkem spopadu, v katerem je bil ubit en Nemec, se je garnizija predala. Šestim, ki so pobegnili ujetju, je uspelo priti do Baton Rougea, da bi tamkajšnje britanske čete obvestili o zavzetju utrdbe.
Po nekaj dneh počitka je Gálvez napredoval proti Baton Rougeu, le 15 km od Fort Butea. Ko je Gálvez 12. septembra prispel v Baton Rouge, je našel dobro utrjeno mesto, v katerem je bilo več kot 400 rednih vojakov in 150 milice pod splošnim poveljstvom podpolkovnika Alexandra Dicksona. Čete so sestavljali redni vojaki britanske vojske iz 16. in 60. polka, pa tudi nekaj topničarjev in več čet Nemcev iz 3. waldeškega polka.

### Britanska obramba
Dickson se je že tedne prej odločil, da Fort Bute, zgrajen leta 1766 in v ruševinah, ni obramben, in je večino svojih čet namestil v Baton Rougeu. Od julija 1779 je vodil gradnjo Fort New Richmond. Ta utrdba je bila zemeljska reduta z ježi na zunanji strani. Obkrožal jo je jarek, širok 18 ft (5,5 m) in globok 9 ft (2,7 m), in je bila utrjena s trinajstimi topovi.

## Bitka
Gálvez je najprej poslal oddelek mož naprej po reki, da bi prekinil komunikacijo med Baton Rougeom in britanskimi položaji višje gor po reki. Pred utrdbo ni mogel neposredno napredovati s svojim topništvom, zato je Gálvez ukazal pretvezo na sever skozi gozdnato območje, poslal je oddelek svoje slabo usposobljene milice, da bi povzročil nemire v gozdu. Britanci so se obrnili in sprožili množične salve na to skupino,vendar so španske sile, zaščitene z znatnim listjem, utrpele nekaj žrtev. Ta napad je bil sčasoma odbit. Medtem, ko se je to dogajalo, je Gálvez kopal oblegane jarke in vzpostavil varne topniške jame v dosegu muškete od utrdbe. Tam je postavil svoje topove in 21. septembra začel streljati na utrdbo.
Kasneje so Španci začeli z močnim topništvom na britansko utrdbo. Britanci so pretrpeli mnogo ur močnega minometnega obstreljevanja, preden je bil Dicksonu ponujen popoln vojaški predaja. Gálvezove zahteve so vključevale kapitulacijo (80 grenadirjev 60. pehotnega polka) pri Fort Panmure (sodobni Natchez, Mississippi), dobro utrjenega položaja, ki bi ga Gálvez težko zavzel vojaško. Dickson je naslednji dan predal 375 rednih vojakov; Gálvez je Dicksonovo milico razorožil in poslal domov. Gálvez je nato poslal oddelek 50 mož, da prevzamejo nadzor nad Panmuro. Odpustil je tudi svojo milico, pustil precejšnjo garnizijo v Baton Rougeu in se vrnil v New Orleans z okoli 50 možmi.

## Posledice
Ko je bil obveščen, da je Dickson predal Fort Panmure, je bil njegov poveljnik besen, saj je verjel, da je Dickson predal Panmuro, da bi dobil boljše pogoje predaje. Isaac Johnson, lokalni mirovni sodnik, je zapisal, da "V mogočni bitki med guvernerjem Gálvezom in polkovnikom Dicksonom so Španci izgubili le enega moža in nekateri pravijo, da nobenega, Angleži so izgubili petindvajset in poveljujoči častnik si je poškodoval glavo na svoji čajni mizi".
Zmaga pri Baton Rougeu je popolnoma očistila Mississippi reko britanskih sil in postavila spodnje tokove reke trdno pod španski nadzor. V nekaj dneh po Gálvezovi zmagi so ameriški in španski gusarji zajeli več britanskih oskrbovalnih ladij na Lake Pontchartrain, vključno z izjemnim zajetjem ene ladje, ki je prevažala 54 waldeških vojakov in deset do dvanajst mornarjev, s strani slupa, ki ga je krmarila posadka 14 domačih Louisiančanov.
Gálvez je bil povišan v brigadnega generala za svojo uspešno kampanjo in njegovi podvigi so bili ovekovečeni v poeziji Julien Poydras. Takoj je začel načrtovati ekspedicijo proti Mobile Alabama in Pensacola Florida, preostalima britanskima trdnjavama v Zahodni Floridi, ki se bo končala z zavzetjem Pensacole, glavnega mesta Zahodne Floride leta 1781.
Baton Rouge je ostal v španskih rokah do konca vojne in Britanija je prepustila tako Zahodno kot Vzhodno Florido Španiji v Pariški pogodbi leta 1783. Ameriško ozemlje je postal šele leta 1821.

## Navedbe
1. 1 2  Haarmann (1960), p. 113
2. ↑  Gayarré (1867), str. 121
3. ↑  Gayarré (1867), str. 122
4. ↑  Gayarré (1867), str. 125–126
5. 1 2  Gayarré (1867), str. 126
6. 1 2 3  Haarmann (1960), str. 111
7. ↑  Nester (2004), str. 232
8. 1 2  Haarmann (1960), str. 112
9. ↑  Kaufmann (2004), str. 130
10. ↑  Gayarré (1867), str. 128
11. ↑  Gayarré (1867), str. 129
12. ↑  Haynes, str. 124
13. ↑  Gayarré (1867), str. 130–131
14. ↑  Gayarré (1867), str. 133–134
15. ↑  Nester, str. 273–274,291–293